# 巨蛇座FH
巨蛇座FH（FH Serpentis）也被称为1970年巨蛇座新星（Nova Serpentis 1970）是一颗位于巨蛇座的新星，1970年爆发。爆发后最亮视星等为4.4。

## 天球坐标
- 赤经：18h 30m 46s.71
- 赤纬：+02° 36' 50".7